# 지방도 제1040호선
지방도 제1040호선(대곡 ~ 칠북선)은 경상남도 진주시 대곡면 월아리와 경상남도 함안군 칠북면 칠북면사무소를 잇는 경상남도의 지방도이다. 진주시 대곡면에서 지방도 제1007호선과 분기하면서 시작되어 의령군 화정면에서 지방도 제1037호선과 교차하고, 의령읍에서는 국도 제20호선과 만난다. 그리고 의령읍 ~ 함안군 군북면 구간에서 국도 제79호선과 교차하며, 함안군 법수면 구간에서는 지방도 제1011호선, 지방도 제1029호선과 교차한다. 함안군 법수면 ~ 대산면 구간은 미개통 구간이다. 대산면 구간에서는 국가지원지방도 제60호선과 일부 중복되고, 대산면 ~ 칠서면 구간은 미개통 구간이다. 칠북면에서 국도 제5호선과 교차하고, 다시 국가지원지방도 제60호선과 만나면서 끝난다. 대부분 구간이 남강과 낙동강변을 따라 이어지는 것이 특징이다.

## 연혁
- 2003년 2월 20일 : 노선 폐지 및 재지정[1][2]
- 2005년 2월 25일 : 정암 ~ 강주간 도로(함안군 군북면 월촌리 ~ 법수면 강주리) 3.251 km 구간 확장 개통[3]
- 2005년 3월 18일 : 진주시 대곡면 대곡리 ~ 마진리 3.5 km 구간 개통[4]
- 2009년 10월 15일 : 지방도 노선 조정[5]
- 2010년 4월 15일 : 함양군 법수면 황사농공단지입구 ~ 황사리 0.86 km 구간 개통[6]
- 2017년 6월 29일 : 안계 ~ 동지간 도로(진주시 지수면 용봉리) 2.15 km 구간 확장 개통[7]

## 주요 경유지
- 진주시
  - 대곡면 (미개통 구간 : 월아리(월아교 북단) - 단목리 - 와룡리 - 덕곡리) - 월강교 북단 - 마진리 - (미개통 구간)
  - 지수면 (미개통 구간 : 압사리 - 용봉리) - 용봉리 - (미개통 구간)
- 의령군
  - 화정면 (미개통 구간) - 상정리 - 상일리 - 상이리 - 장박교 북단 - 화양삼거리 - 화양리
  - 의령읍 대산리 - 의령친환경골프장 - 만천리 - 의령동동2농공단지 - 정암루 - 정암철교
- 함안군
  - 군북면 정암철교 - 월촌리(월촌제방) - 미남교
  - 법수면 미남교 - 황사리 - (미개통 구간 : 사정리 - 백산리 - 주물리 - 윤외리 - 윤내리)
  - 대산면 (미개통 구간 : 서촌리 - 하기리) - 구혜교 - 구룡정사거리 - (미개통 구간 : 구혜리 - 장암리) - 연산교 - 장암보건진료소 - (장포) - (미개통 구간 : 장암리 - 부목리)
  - 칠서면 (미개통 구간) - 남지교남단사거리 - 계내삼거리 - 계내리 - 이룡삼거리 - 용성리 - 칠성중학교 - 칠서초등학교 이룡분교 - 이룡리 - 이룡 교차로 - 소랑교
  - 칠북면 소랑교 - 덕남리 - 이령리 - 령서고개 - 검단리 - 칠북면사무소

## 중복 구간
- 의령군 화정면 장박교 북단 ~ 화양삼거리 : 지방도 제1037호선과 중복
- 함안군 대산면 장암보건진료소 ~ 장암리 : 국가지원지방도 제60호선과 중복
- 함안군 칠서면 계내삼거리 ~ 이룡삼거리 : 지방도 제1021호선과 중복

## 도로명
- 진주시 대곡면 월강교 북단 ~ 마진리 : 마진한실로
- 진주시 지수면 용봉리 : 용봉로
- 의령군 화정면 상정리 ~ 화양삼거리 : 화정로
- 의령군 화정면 화양삼거리 ~ 의령읍 정암루 : 남강로
- 함안군 군북면 월촌리 ~ 법수면 미남교 동단 : 정주로
- 함안군 법수면 미남교 동단 ~ 황사리 : 장백로
- 함안군 칠서면 남지교남단사거리 ~ 계내삼거리 : 계내1길
- 함안군 칠서면 계내삼거리 ~ 칠북면 칠북면사무소 : 삼칠로

## 주의사항
- 정암철교 구간은 차량 통행이 불가능하므로 국도 제79호선을 이용해 우회해야 한다.